# Spencer Fox
Spencer Fox (New York, 10 maggio 1993) è un attore e doppiatore statunitense.
Ha iniziato a lavorare prima come doppiatore a 11 anni e il suo primo doppiaggio è quello di Flash Parr nel film Pixar del 2004 Gli Incredibili - Una "normale" famiglia di supereroi. Ha anche prestato la sua voce ai gemelli Possible, nella serie televisiva Kim Possible. Il film seguente che lo vede protagonista è Neal Cassady, biopic sul celebre scrittore della Beat Generation.
Figlio dell'attore Carey Fox.

## Filmografia

### Attore
- Fuga dal matrimonio (2006)
- Neal Cassady (2008)

### Doppiatore
- Gli Incredibili - Una "normale" famiglia di supereroi (2004)
- Air Buddies - Cuccioli alla riscossa (2006)
- Kim Possible - serie TV, 9 episodi (2007)

## Doppiatori italiani
- Furio Pergolani in Gli Incredibili - Una "normale" famiglia di supereroi
- Maura Cenciarelli in Kim Possible
- Tatiana Dessi in Air Buddies - Cuccioli alla riscossa